# Secteur pavé d'Hornaing à Wandignies-Hamage
Le secteur pavé d'Hornaing à Wandignies-Hamage ou secteur pavé John Degenkolb est un secteur pavé de la course cycliste Paris-Roubaix situé dans les communes de Wandignies Hamage, Erre et Hornaing avec une difficulté actuellement classée quatre étoiles. Le secteur est emprunté dans sa totalité lors de la 5e étape du Tour de France 2014 dans le sens Wandignies-Hamage vers Hornaing. Il est le sixième des neuf secteurs traversés de l'étape. Il est parfois surnommé "secteur du château d'eau".
Le 10 février 2020, à Erre, au pied du château d'eau, le secteur pavé est renommé John Degenkolb en l'hommage du coureur allemand, ancien vainqueur de Paris-Roubaix et qui s'est investi pour sauver financièrement Paris-Roubaix juniors en 2019. C'est le plus long secteur emprunté par Paris Roubaix,,.

## Caractéristiques
- Longueur : 3 700 m
- Difficulté : 4 étoiles
- Secteur n° 17 (avant l'arrivée)

## Historique
C'est « à l’invitation du VCH.Hornaing pour l’inauguration d’une plaque portant son nom » que John Degenkolb s'est rendu sur place pour l'inauguration à Erre.

## Galerie

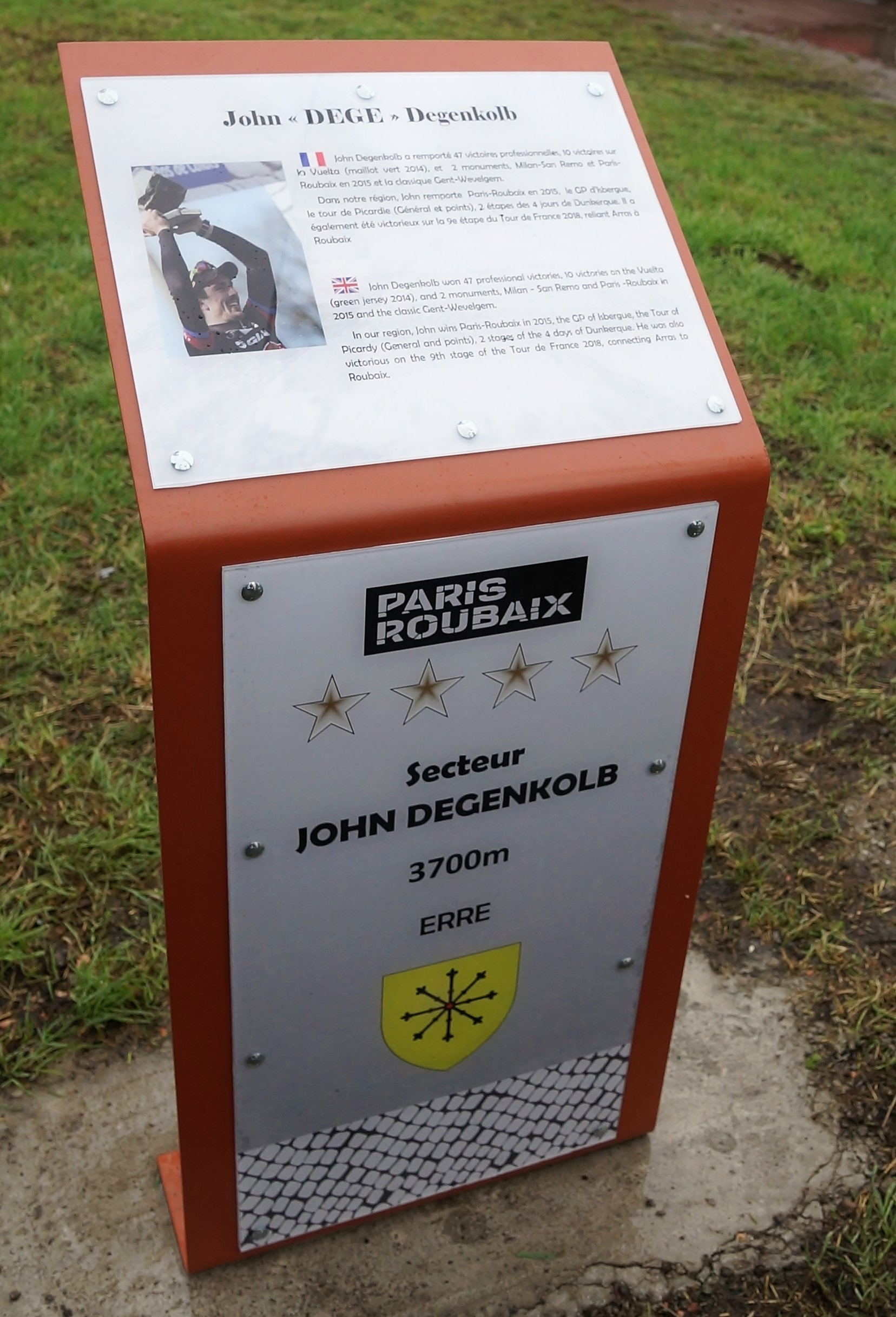
John Degenkolb - Stèle secteur pavé - inauguration du 10 février 2020
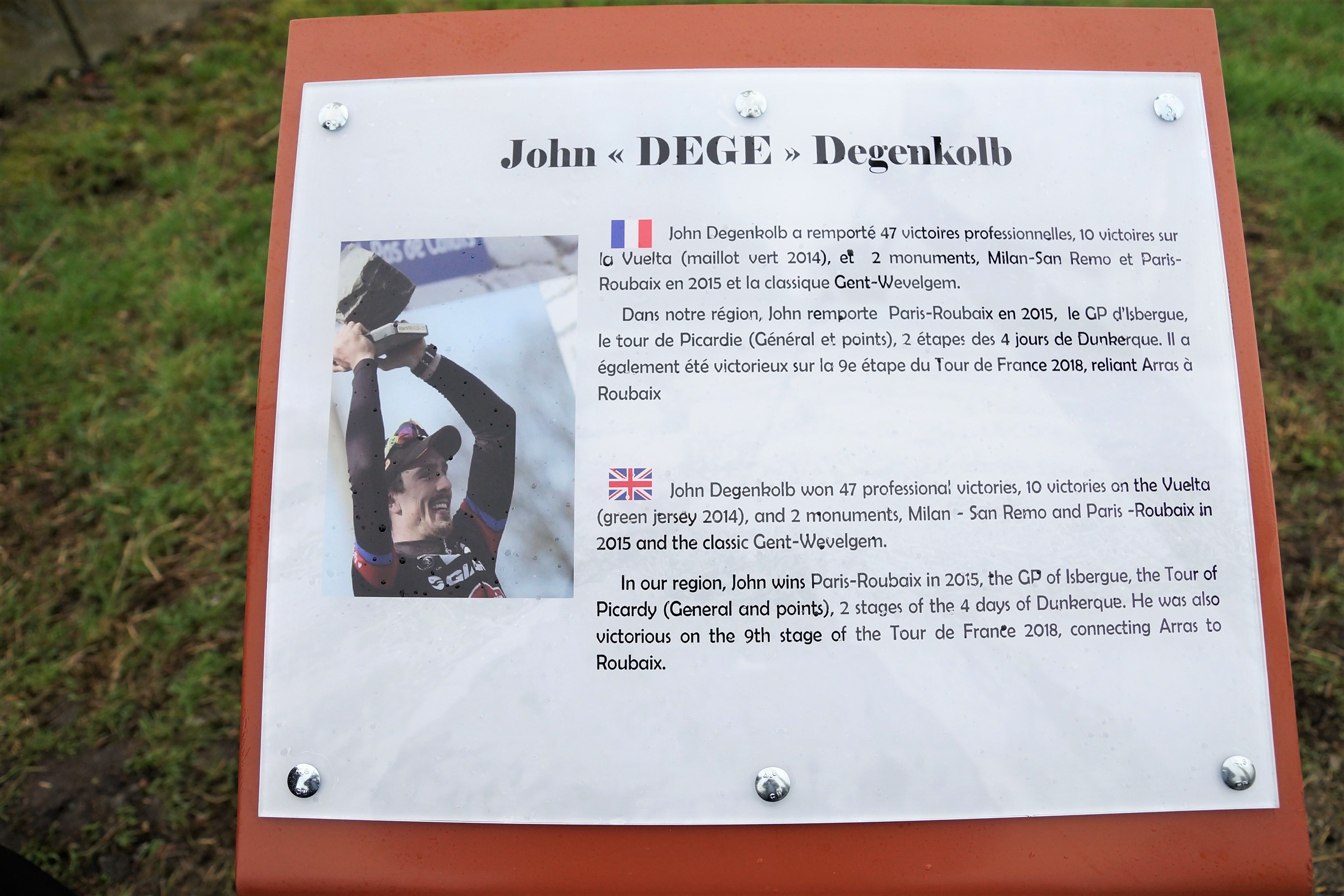
John Degenkolb - plaque secteur pavé
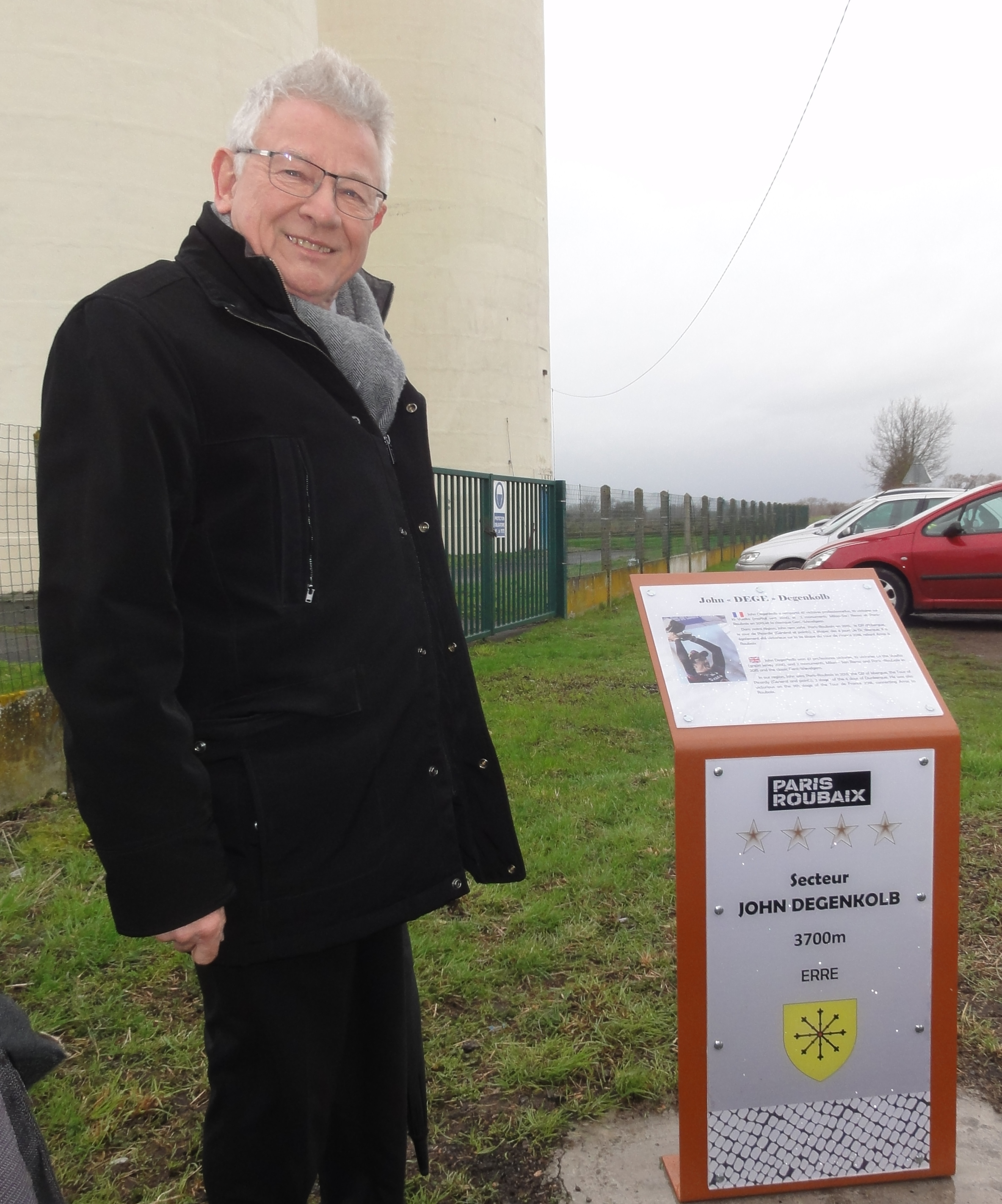
Alain Pakosz – maire d'Erre au pied de la stèle John Degenkolb